# 241 Est 41001
La 41001 était une locomotive à vapeur prototype de type 241 conçue par la Compagnie des chemins de fer de l'Est sous l'impulsion de son ingénieur en chef M. Émile Duchâtel en 1924. Elle fut la première Mountain d'Europe juste avant que ne sorte celle de la Compagnie du chemin de fer Paris-Lyon-Méditerranée. En revanche elle nécessita une mise au point plus longue et le lancement de la série fut plus tardif.

## Genèse
Le passage au type 241 est motivé par le manque de puissance et d'adhérence des machines jusqu'alors en exploitation devant l'augmentation à venir du poids des trains. En effet, la généralisation de l'emploi du métal à la place du bois a largement alourdi les voitures. Cependant, la Compagnie des chemins de fer de l'Est n'a pas envisagé tout de suite le passage à une Mountain. En 1913, elle étudie en effet une locomotive de type 240. La Première Guerre mondiale met fin à ce projet qui est repris et modifié la paix revenue pour donner naissance à la 41001 et ses sœurs. Cette dernière a été conçue pour tirer 700 t à 115 km/h. Elle est construite à Épernay, siège des ateliers de la Compagnie des chemins de fer de l'Est et livrée au dépôt de Paris-la Villette le 17 janvier 1925.

## Description
Extraits du livre de L.M. Vilain : 60 ans de traction vapeur sur les réseaux français :
En janvier 1925, La compagnie de l'est sortait de ses ateliers d’Épernay la locomotive à grande vitesse 41.001 type 241, compound 4 cylindres, timbrée à 16 hpz, roues de 1,95 m, 115 t, échappement type Nord. Aux essais, son faible timbrage limitait sa puissance (1 144 ch à 100 km/h). Après augmentation du timbre à 17 hpz et définition de nouveaux cylindres BP, la puissance passait à 1 870 ch.:
Son moteur était compound à quatre cylindres du type Du Bousquet, avec les deux cylindres HP extérieurs et les deux BP intérieurs. La distribution était du type « Walschaerts » et pour la première fois sur une machine typiquement Est, le foyer était un foyer « Belpaire » débordant. Le bogie avait un déplacement latéral de + ou - 125 mm et le bissel de type « Est » avait un déplacement latéral de + ou - 150 mm. Les éléments surchauffeurs étaient de type « DM 3 » ou « DM 4 ».
À la suite d'essais en octobre 1928 avec la Pacific 3.1214 de la Compagnie des chemins de fer du Nord démontrant l'insuffisance des sections de passage de la vapeur du moteur et une mauvaise vaporisation, la machine connut des modifications :
- Remplacement de l'échappement à cône type « Nord » par un à trèfle à 3 jets type « PLM » .
- Augmentation du diamètre des cylindres BP
- Augmentation des sections de passage et du timbre
- Amélioration des conduites vapeur.
- Renforcement des bielles motrices.

## Utilisation et services
Devant les résultats acceptables il fut décidé de construire les 241002 à 241041 (futures : 1-241 A 2 à 41 ) pour la Compagnie des chemins de fer de l'Est et les 241-001 à 241-049 (futures : 3-241 A 1 à 49 puis 1-241 A 42 à 90 ) pour la Compagnie des chemins de fer de l'État.
Comme toute la série dérivée de cette machine, elle allait encore subir des modifications à la suite des travaux d'André Chapelon entre 1933 et 1948.
À la création de la SNCF, elle fut immatriculée 1-241 A 1. Cette machine se distingua du reste de la série par des détails tels que : sablière séparée du deuxième dôme, axe de la cheminée dans l'axe du bogie, empattement plus court de 0,2 m.

## Tenders
L'attelage côté tender était du type « TI (tender interchangeable) » et la plate-forme du type « Mestre ». Malgré cet attelage le tender a toujours été le même, en l'occurrence le type « Est » à bogies numéro 35 0001 contenant 35 m³ d'eau et 7 t de charbon devenu à la SNCF le 1-35 A 1.

## Locomotives préservées
La 1-241 A 1 et son tender le 1-35 A 1 sont conservés à la Cité du train de Mulhouse.

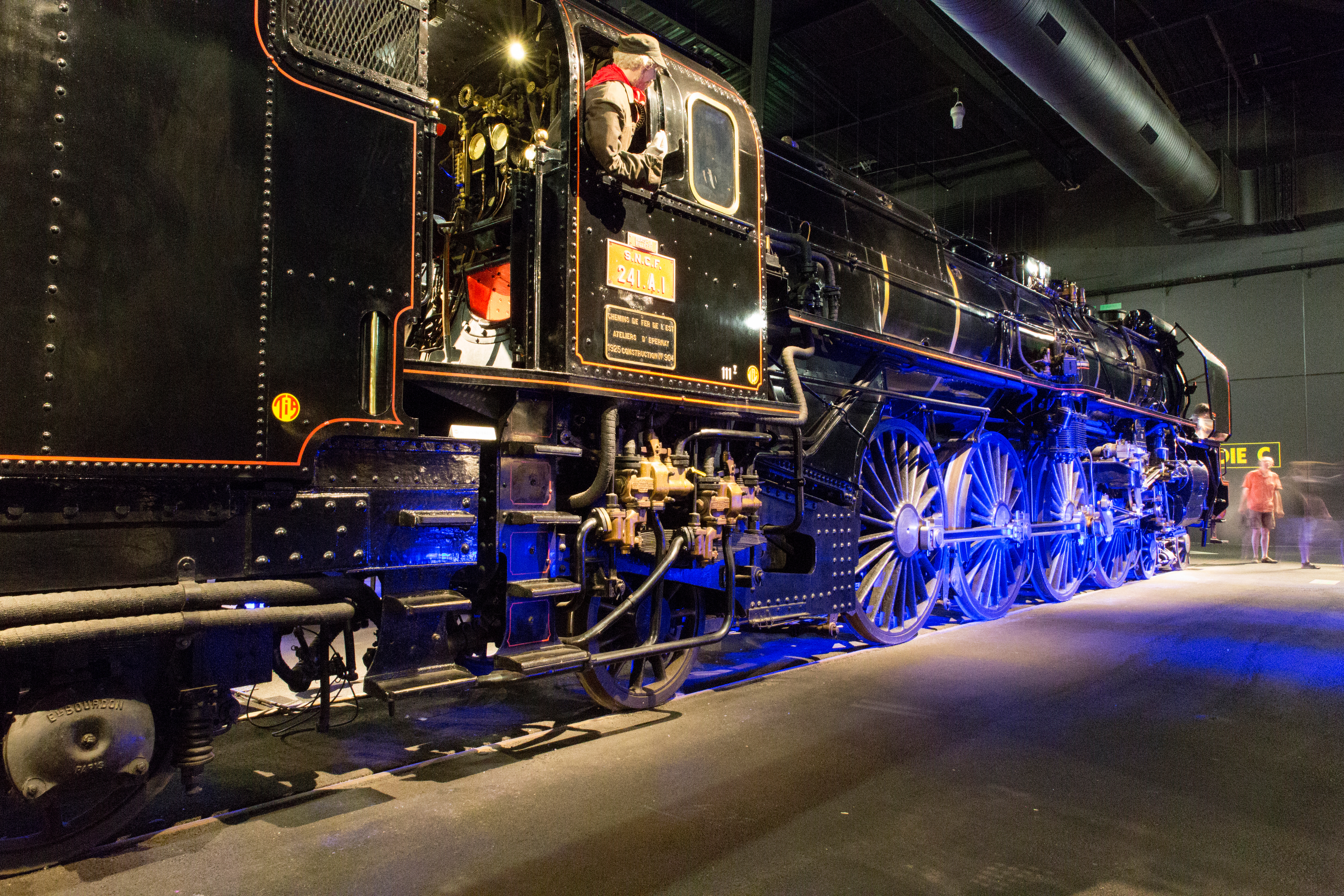
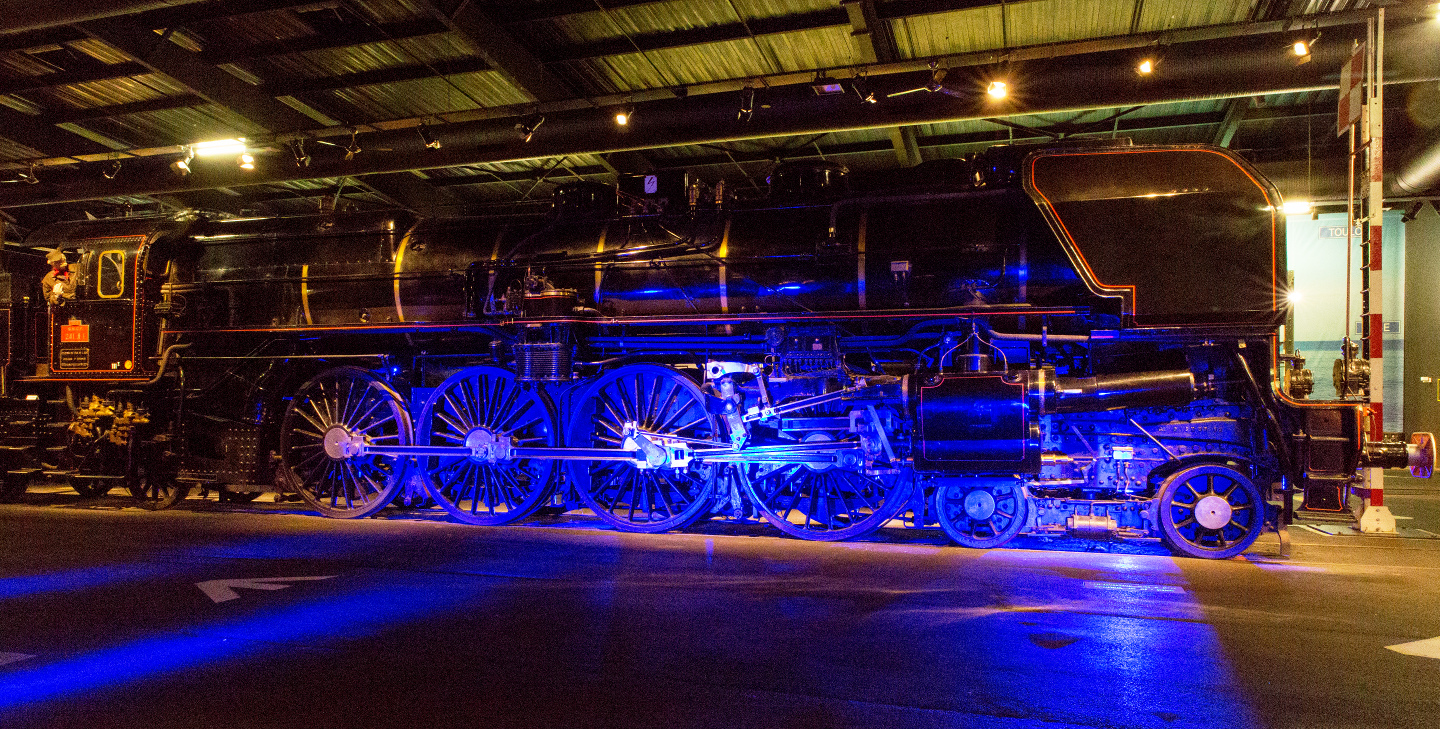
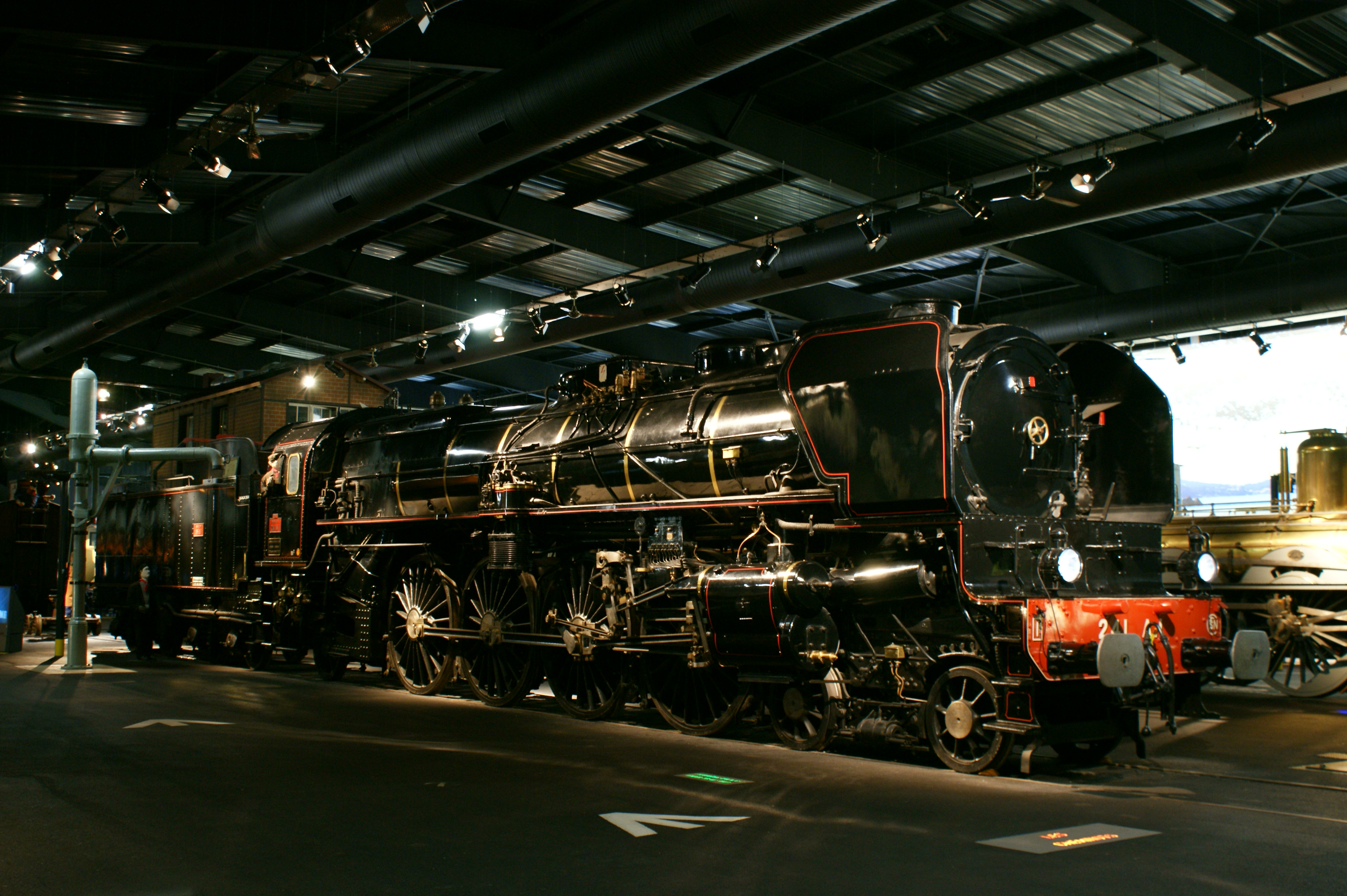

## Modélisme
Les 1-241 A ont fait l’objet de reproductions à l'échelle HO par divers fabricants et artisans. Les artisans français JCR et Flèche d'Or les ont reproduites principalement en métal photo-gravé et à monter par l'amateur. Les fabricants de haut de gamme suisse Lemaco et allemand Micro-Metakit en ont fait des modèles exceptionnels en laiton montés et peints. Il y a bien longtemps, elles avaient fait l’objet d'une évocation par La Maison des Trains (structure en bronze montée sur des châssis Fleischmann ou Märklin).
Au début des années 2020, Märklin/Trix ont sorti, toujours en HO la 241 A 65 dans sa livrée actuelle (machine restaurée en Suisse), puis une seconde version en livrée Est qui n'est pas conforme, en ce que le modèle reprend les moules de la A 65 qui est une machine originaire du réseau de l'État.
À l'échelle O, Marescot puis Fournereau en ont fait une reproduction dans les années 40/50. L'artisan français JCR les a reproduites principalement en métal photo-gravé et à monter par l'amateur. Plus récemment, l'américain MTH en a réalisé diverses versions.